# Charisu
Charisu (kinesiska: 查日苏, 查日苏镇) är en köping i Kina. Den ligger i den autonoma regionen Inre Mongoliet, i den norra delen av landet, omkring 1 000 kilometer öster om regionhuvudstaden Hohhot. Antalet invånare är 37877. Befolkningen består av 18 044 kvinnor och 19 833 män. Barn under 15 år utgör 18,0 %, vuxna 15-64 år 77 %, och äldre över 65 år 4,0 %.
Genomsnittlig årsnederbörd är 795 millimeter. Den regnigaste månaden är juli, med i genomsnitt 176 mm nederbörd, och den torraste är januari, med 8 mm nederbörd.